# Borghetto Santo Spirito
Borghetto Santo Spirito (im Ligurischen: Burghéttu) ist eine italienische Gemeinde mit 4603 Einwohnern (Stand 31. Dezember 2023) in der Region Ligurien. Politisch gehört sie zu der Provinz Savona.

## Geographie
Borghetto Santo Spirito liegt am Fuße des Piccarohügels (281 Meter Höhe), an der Mündung des Flusses Varatella. Die Gemeinde gehört zu der Comunità Montana Pollupice und liegt circa 36 Kilometer entfernt von der Provinzhauptstadt Savona.
Nach der italienischen Klassifizierung bezüglich seismischer Aktivität wurde Borghetto der Zone 3 zugeordnet. Das bedeutet, dass sich die Gemeinde in einer seismisch wenig aktiven Zone befindet.

## Wappen
Beschreibung: In Blau und Gold geteilt; oben eine goldbewehrte weiße Taube mit ausgebreiteten Schwingen und unten ein rotes durchgehendes gemeines Kreuz. Über den Schild eine silberne neuntürmige gezinnte Mauerkrone und am Schildfuß ein goldenes Band mit der Devise in schwarzen Majuskeln „UNIVERSITAS BURGETI 1294“ und ein Oliven- und ein Eichenzweig mit einem Band in den italienischen Nationalfarben gebunden.

## Klima
Die Gemeinde wird unter Klimakategorie C klassifiziert, da die Gradtagzahl einen Wert von 1360 besitzt. Das heißt, die in Italien gesetzlich geregelte Heizperiode liegt zwischen dem 15. November und dem 31. März für jeweils zehn Stunden pro Tag.

## Wirtschaft
Die Wirtschaft von Borghetto Santo Spirito hat als wichtigsten Stützpfeiler den Tourismus. Daneben spielt der Anbau von Weintrauben und Gemüse, wie beispielsweise Spargel und Artischocken, eine größere Rolle. In Borghetto werden ebenfalls Obstprodukte erzeugt (Pfirsiche und Aprikosen).